# Gêmeo parasita

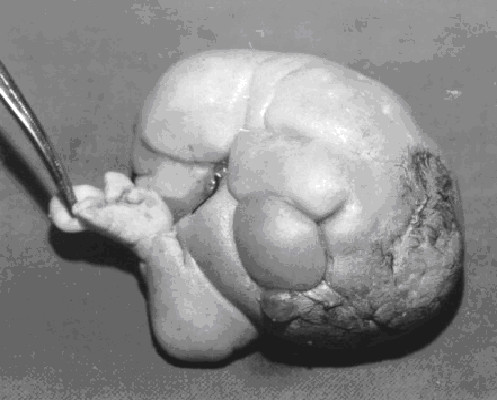
Um gémeo parasita após ter sido retirado cirurgicamente do corpo do irmão

Gêmeo parasita ou também chamado fetus in fetu é um caso muito raro no qual um feto não viável ou malformado é englobado pelo feto do seu gêmeo com desenvolvimento normal, em geral alojando-se no abdômen ou na cavidade retroperineal. Acredita-se que ocorre um caso a cada 500 mil nascimentos, e há menos de 100 casos citados pela literatura em todo o mundo.
A maior parte dos gêmeos parasitas apresenta anencefalia, mas podem ter membros e a coluna vertebral. Os fetos dos gêmeos iniciam o crescimento de modo paralelo mas o gêmeo parasita tem o crescimento interrompido por um defeito ou pela dominância vascular de seu par.
A maior parte dos casos torna-se evidente nos primeiros anos de vida. Apesar de ser considerado benigno o tratamento é a remoção cirúrgica do gêmeo parasita.
O filme O Amante Duplo (L'Amant Double), de François Ozon conta uma história de ficção livremente inspirada no livro Lives of Twins, de Carol Joyce Oates, que se baseia fortemente nesse assunto.